# Andrea Carnevale
Andrea Alessandro Carnevale (Monte San Biagio, 1961. január 12. –) olasz válogatott labdarúgó.

## Pályafutása

### Klubcsapatban
A Fondi utánpótláscsapatában szerepelt 1977 és 1978 között, mielőtt a Latina Calcio együtteséhez került. 1979-ben az Avellino igazolta le. A Serie A-ban 1980. május 11-én mutatkozott be egy a Roma ellen hazai pályán elszenvedett 1–0-s vereség alkalmával. A következő években több csapatnál is megfordult, melyek a következők voltak: Reggiana, Cagliari, Catania, Udinese.
1986-ban a Napoli csapatához igazolt. A nápolyi klub ekkor élte történetének legsikeresebb időszakát, ahol együtt játszhatott Diego Maradonával és a Carecával. A Napoliban négy szezont töltött, ezalatt 1987-ben és 1990-ben az olasz bajnokságot, 1987-ben olasz kupát, 1989-ben az UEFA-kupát sikerült megnyernie a csapattal.
1990-ben az AS Roma szerződtette, ahol jól kezdett, az első 5 mérkőzésén 4 alkalommal volt eredményes, azonban dopping miatt csapattársával Angelo Peruzzival egyetemben 1 évre eltiltották. További két évet töltött még a Románál, majd ezt követően eladták az Udinesének, ahol azonban csak néhány hónapig maradt és a Serie B-ben szereplő Pescarához távozott. Egy évvel később visszatért az Udinese csapatához, majd az 1995–96-os szezonban ismét a Pescara színeiben lépett pályára. 28 mérkőzésen 10 alkalommal talált az ellenfelek kapujába. Az idény végén visszavonult.
Pályafutása során a Serie A-ban 255 mérkőzésen 66 gólt, míg a Serie B-ben 151 mérkőzésen 48 gólt szerzett.

### A válogatottban
Tagja volt az 1988. évi nyári olimpiai játékokon részt vevő U23-as válogatott keretének, mellyel a negyedik helyen végeztek.
1989 és 1990 között 10 alkalommal szerepelt az olasz válogatottban és 2 gólt szerzett. 1989. április 22-én mutatkozott be egy Uruguay elleni 1–1-es döntetlen alkalmával. 
Részt vett a hazai pályán rendezett 1990-es világbajnokságon, ahol az elődöntőig jutottak és végül a bronzérmet szerezték meg.

## Sikerei, díjai
Napoli
- Olasz bajnok (2): 1986–87, 1989–90
- Olasz kupa (1): 1986–87
- UEFA-kupa (1): 1988–89

Olaszország
- Világbajnoki bronzérmes (1): 1990

## Külső hivatkozások
- Andrea Carnevale – a FIFA adatbázisában
- Andrea Carnevale adatlapja a National-Football-Teams.com oldalon (angolul)

- Andrea Carnevale (angol nyelven). FootballDatabase.eu
- Andrea Carnevale (angol nyelven). eu-football.info
- Andrea Carnevale (olasz nyelven). figc.it, FIGC. [2016. augusztus 18-i dátummal az eredetiből archiválva]. (Hozzáférés: 2018. július 29.)